# Vaccinostyle

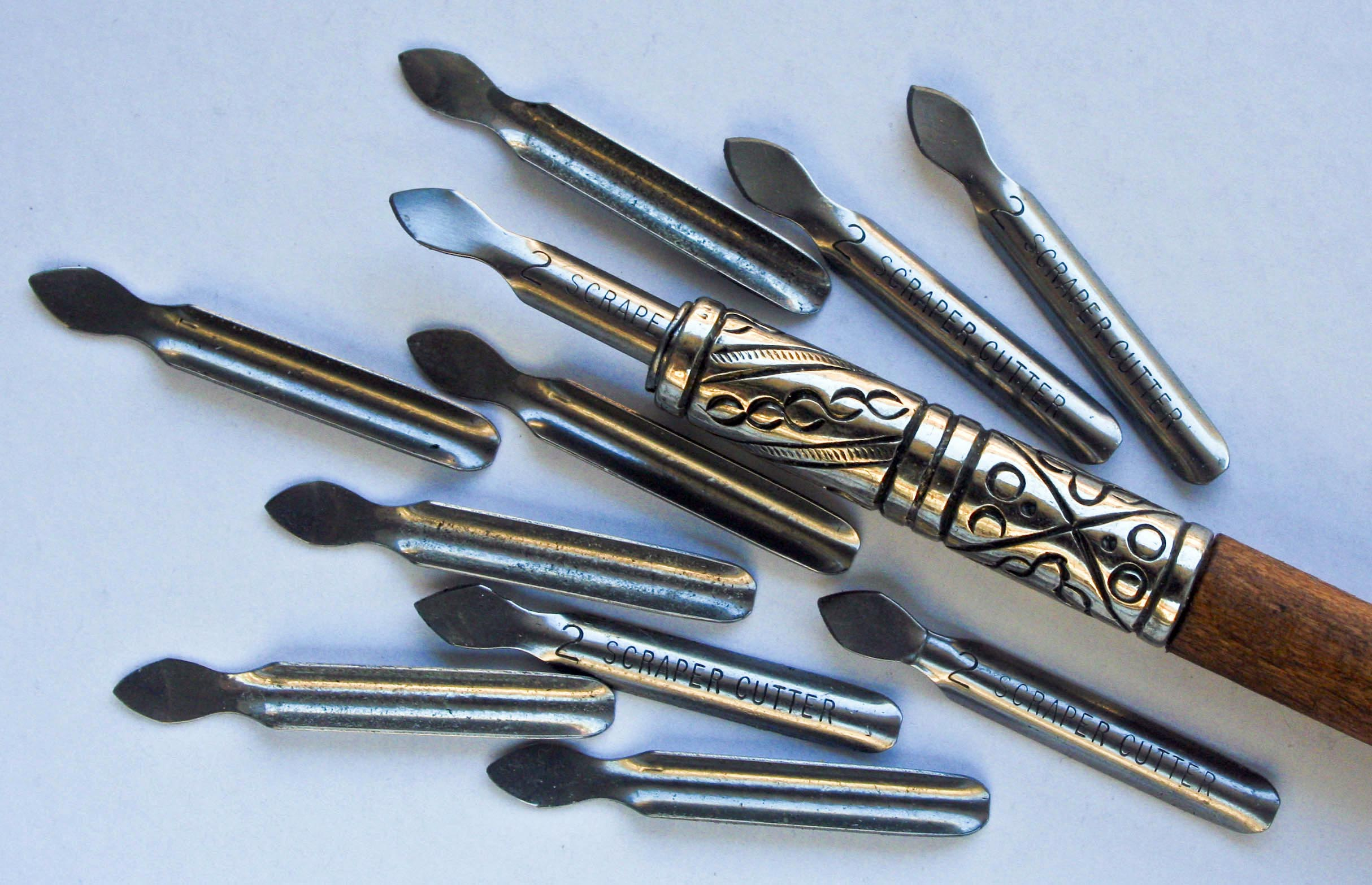
Vaccinostyles.

Le vaccinostyle est un stylet métallique, ressemblant à une plume à écrire (on l'appelle aussi plume vaccinostyle, ou lancette), qui sert à faire une scarification sur la peau d'un patient que l'on vaccine, le vaccin étant mis en contact avec cette « égratignure ». La vaccination par scarification n’est plus pratiquée de nos jours.

## Vaccination
Le mot est formé sur « vaccin » et « style » (au sens de « stylet »). Le vaccinostyle présente une pointe plate, non fendue, en triangle ou en losange, dont les bords droits ou légèrement courbes sont affûtés. L'autre extrémité est exactement semblable à celle d'une plume d'écriture pour pouvoir être insérée dans un porte-plume standard.
« Le médecin dépose une goutte de vaccin sur l'épaule, la cuisse, le dos du pied et scarifie avec un vaccinostyle. » En fonction des réactions constatées après un certain délai, on estime que la vaccination est effective ou pas. La vaccination par scarification a été utilisée notamment pour la variole et la tuberculose (BCG). On a également pratiqué des cuti-réactions à l’aide d’un vaccinostyle.
On appelle également « vaccinostyles » des tiges en matière plastique (polystyrène) à usage unique, destinées à faire des prélèvements de colonies bactériologiques ou des scarifications.

## Arts graphiques
Si l'usage du vaccinostyle a été abandonné dans la pratique de la vaccination, il demeure utilisé dans le domaine des arts graphiques où il se révèle un instrument pratique et précis pour des grattages fins, retouches et corrections de dessin. Il est plus spécifiquement utilisé dans le travail de la carte à gratter, où il permet l'obtention de traits fins et précis ou le dégagement de surfaces larges selon l'angle où il est utilisé. On trouve des boîtes de plumes vaccinostyles dans les magasins de fournitures pour artistes.